# Euridàmides
Euridàmides o Euridàmidas (en llatí Eurydamidas, en grec antic Εὐρυδαμίδας) fou rei d'Esparta (241 aC-228 aC), fill i successor d'Agis IV i de la dinastia dels euripòntides. A la mort del seu pare era encara un nen, i tot el poder el tenia Leònides II de la dinastia agíada.
Quan es va fer gran sembla que Cleòmenes III el va enverinar amb la complicitat dels èfors, i va transferir el poder reial de la família d'Euridàmidas al seu germà Euclides, després d'haver assassinat Arquidam V, també de la línia dels euripòntides, segons diu Pausànies.